# Südinsel-Austernfischer
Der Südinsel-Austernfischer (Haematopus finschi) ist eine Vogelart aus der Familie der Austernfischer (Haematopodidae). In Neuseeland wird er durch Zusammenziehen des Namens auch „SIPO“ (South Island pied oystercatcher) genannt.

## Beschreibung
Die Art besitzt das typische Erscheinungsbild eines Austernfischers: ein großer Watvogel mit schwarz-weißem Gefieder, langem rotorangen Schnabel und roten Beinen. Vom Neuseeländischen Austernfischer unterscheidet er sich durch einen weißen Steiß, mehr Weiß an den Flügeln und eine weiter vorn an der Brust gelegene Trennlinie zwischen den schwarzen und weißen Gefiederanteilen. Vom Australischen Austernfischer unterscheidet er sich durch einen längeren Schnabel und kürzere Beine und eine spitz zulaufende Trennlinie zwischen Schwarz und Weiß. Er wird 46 cm lang, erreicht eine Flügelspanne von 80–86 cm und ein Gewicht von 550 g.
Der Vogel verwendet pfeifende Rufe für sozialen Kontakt und Auseinandersetzung, einen durchdringenden Alarmruf und einen leisen Flugruf.

## Verbreitung und Lebensraum
Der Südinsel-Austernfischer ist in Neuseeland endemisch. Außerhalb der Brutzeit bildet er meist Schwärme mit dem Neuseeländischen Austernfischer. Er ist eine der beiden verbreiteteren Austernfischerarten Neuseelands.
Er brütet im Landesinneren der Südinsel, danach zieht jedoch der größte Teil der Population an die Flussmündungen und Seen der Nordinsel. Gelegentlich wird er als Irrgast auf Norfolk Island, Lord Howe Island und an der Ostküste Australiens beobachtet.
Sein Brutgebiet umfasst die in Neuseeland häufigen verflochtenen Flusssysteme, offene Weiden und landwirtschaftliche Flächen, Seeufer, subalpine Tundra und Kräuterwiesen. Außerhalb der Brutzeit lebt er an Flussmündungen, Meeresbuchten, Stränden, Sandflächen und Watts.

## Ernährung
Die Art ernährt sich hauptsächlich von Weichtieren und Würmern.

## Fortpflanzung
Die Nester befinden sich in aus dem Sand gescharrten Vertiefungen und enthalten zwei, selten drei braune, dunkel und hellbraun gefleckte Eier. Die Brutzeit beträgt 24–28 Tage, wobei beide Geschlechter brüten. Die Jungen sind Nestflüchter und werden sechs Wochen nach dem Schlüpfen flügge.

## Gefährdung
Die Art wird in der Roten Liste der IUCN als „nicht gefährdet“ geführt. Die Population wurde jedoch im späten 19. und frühen 20. Jahrhundert durch Bejagung dezimiert. Seit die Art 1940 unter Schutz gestellt wurde, steigt die Zahl der Vögel wieder. 2002 wurde die Gesamtpopulation auf 110.000 Exemplare geschätzt.